# Abyei
Abyei er et område i Sudan, der som følge af den 2. sudanske borgerkrig får mulighed for at stemme om sin fremtidige status. Valget blev – ligesom det i Sydsudan – sat til at finde sted den 9. januar 2011, men dette er blevet udskudt i Abyei, da man ikke kan blive enige om hvem der kan stemme. Diskussionen beror på hvorvidt en arabisk nomadestamme hører til (og dermed har valgret) i regionen. Valget skal dog finde sted i 2011. I 2025 har afstemningen stadig ikke fundet sted.
Den amerikanske senator og tidligere præsidentkandidat John Kerry lovede ved folkeafstemningen om uafhængighed i Sydsudan at man ikke ville glemme Abyei, skulle resten af Sydsudan få uafhængighed. 
Både Sudan og Sydsudan har trukket deres tropper ud af Abyei, og 1700 FN-soldater fra Etiopien er nu udstationeret i området. 

## Geografi
Abyeis areal er 10.460km2 og der er gjort store oliefund i området. Derudover befinder Abyei sig i grænselandet mellem Sydsudan og Sudan, hvorfor området er genstand for politisk og militært pres fra begge sider.